# BMC (自行车)
BMC（BMC Switzerland AG）是一家瑞士的自行车制造商，总部位于格倫興。BMC设计及制造公路自行车、山地自行车和通勤车，其产品在欧洲、北美、东亚、南非、澳大利亚和阿联酋销售。

## 历史
BMC由美国人Bob Bigelow在1986年创立，最初是凤头自行车的组装供应商。此后创立BMC品牌。2000年，瑞士的专业自行车队Phonak的老板Andy Rihs接管了BMC公司，并投入大量资源开始研发高性能自行车。BMC建造了自己的碳加工工厂，可以自行设计与制造碳纤维车架。从此BMC自行车开始在世界各大赛事上活跃起来，他们赢得了包括环法自行车赛、环罗曼蒂自行车赛、蒂伦诺-亚德里亚蒂科赛等在内的多项顶尖赛事。2014和2015年，BMC车队在UCI世锦赛团队计时赛获胜。